# カグヤコウモリ
カグヤコウモリ（Myotis frater）は、翼手目ヒナコウモリ科ホオヒゲコウモリ属に分類されるコウモリの一種。

## 分布
日本（北海道、本州の岐阜県・石川県以北）、中国東南部、トルキスタンから東シベリアに分布する。

## 特徴
前腕長36-41mm、頭胴長44-56mm、尾長38-47mm、体重5.5-11g。体色は黒褐色。和名は、本種の最初の発見場所が竹林だったことに由来する。
日中は樹洞を隠れ家としており、ときには家屋でも集団をつくる。初夏に1仔を出産し、子どもは約30日で親と同じ大きさまで育つ。

## 分類
1956年に日本産のものがカグヤコウモリM. kaguyaeとして記載されたが、のちに大陸産のM. fraterの亜種とされた。和名は『竹取物語』のかぐや姫に由来し、日本産亜種が竹の中から見つかったことによる。2000年代以前はウズベキスタンとタジキスタンに分布するブハラホオヒゲコウモリMyotis bucharensisを亜種として含めていた。
以下の亜種の分類は、Tsytsulina & Strelkov（2001）・Simmons（2005）に従う。
Myotis frater frater G.M. Allen, 1923中華人民共和国（福建省、江西省、四川省、安徽省、広東省、貴州省）、台湾。模式産地は福建省。
Myotis frater eniseensis Tsytsulina & Strelkov, 2001ロシア（クラスノヤルスク地方、アルタイ地方）。模式産地はクラスノヤルスク付近のエニセイ川周辺。
Myotis frater kaguyae Imaizumi, 1956日本（北海道、本州の岐阜県・石川県以北）。模式産地は青森県。2023年時点では滋賀県以東で確認されており、2024年には兵庫県から記録されている。
Myotis frater longicaudatus Ognev, 1927ロシア（沿海州）、中国東北部。模式産地はウラジオストク。
2015年には日本、朝鮮半島、中国東北部、ロシアの個体群をMyotis longicaudatusとして分割する説も提唱されている。2021年のIUCNレッドリストではこの説に従っている。この論文では、狭義のM. fraterと同所的に分布する台湾の姉妹種としてM. sororが新種記載されている。

## 人間との関係

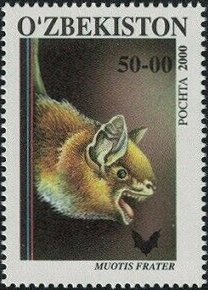
ウズベキスタンの切手。ただし2001年以降の分類では中央アジアの個体群はブハラホオヒゲコウモリM. bucharensisとされている。

2002年（平成14年）3月に『改訂・日本の絶滅のおそれのある野生生物 -レッドデータブック- 1 哺乳類』が作成された際には絶滅危惧II類（VU）であったが、2007年（平成19年）8月3日に発表されたレッドリスト（2007年版）では、北海道での生息情報が増加し、本州でもやはり増加が見込まれることを理由に、ランク外とされた。